# Setomi (tangor)
Hybride
Parent  A  de l'hybridation 
   'Kiyomi (Citrus x tangor)'  
×

Parent  B  de l'hybridation 
   'Yoshiura ponkan (Citrus reticulata)'  
Classification phylogénétique
Setomi est un tangor japonais hybride de 'Yoshiura ponkan' (Citrus reticulata Blanco) et de 'Kiyomi' (Citrus unshiu Marcov. × Citrus sinensis Osbeck) originaire de la préfecture de Yamaguchi, et a été enregistrée comme variété en 2004.

## Dénomination
En japonais せとみ (setomi) comme Setoka vient de Seto (瀬戸内地方 ou せとうちちほう (Setouchi chihō) zone côtière de la mer intérieure de Seto et de み (mi) de mikan, comme dans 'Kiyomi'.
ゆめほっぺ (Yume hoppe) qui signifie rêver d'un nouvel agrume est la marque sous laquelle sont commercialisés les Setomi à teneur minimale en sucre de 13,5 ° brix, une acidité maximale de 1,35 % (la teneur moyenne est 1 %) et une norme de coloration. Le niveau de sucre peut aller à 16 ° brix.

## Histoire
En 1981, 'Yoshiura Ponkan' a été croisé avec 'Kiyomi' fécondateur les hydrides obtenus planté en 1986. Les premiers fruits ont été sélectionnés de 1993 à 1999, Setomi a été retenu pour sa texture exceptionnelle (que NARO décrit comme «semblable à celle des œufs de saumon dans des quartiers au tégument extrêmement fin qui peut être consommée tel quel»), sa maturité tardive et sa bonne stabilité au stockage. Il a été enregistré en 2004.
La principale zone de production est Suo-Oshima, préfecture de Yamaguchi, la production de 225 t (2020) en plein champs.

## Description

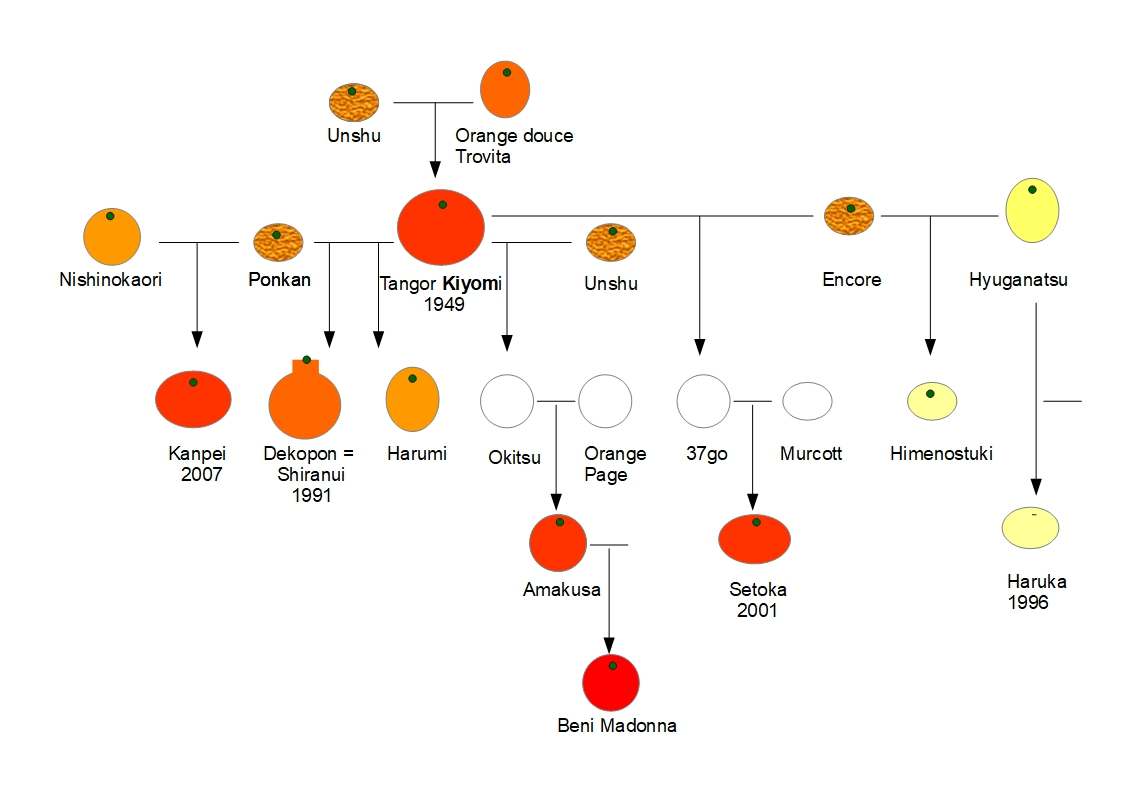
les hybrides de ponkan et 'kiyomi'

Il appartient aux hybrides de ponkan et de 'kiyomi' aux côté de dékopon, kanpei et harumi parmi les plus connus. L'analyse du profil aromatique des feuilles le rapproche de kanpei et de 'Pixie'. Une analyse en composantes principales des profils de 42 cultivars (2022) détache nettement Setomi de l'ensemble des hybrides comparables, comme Setoka dont il est bien distinct.
Setomi est tardif, orange foncé, sa maturité est fin février à mi-avril. Le fruit légèrement aplati pèse de 180 à 200 g (2 fois le poids d'une mandarine satsuma), il est asperme, facile à peler.
Une étude gustative (2014) sur échantillon de 200 dégustateurs japonais (47 % hommes et 53 % femmes) a comparé les nouvelles obtentions japonaises. Setomi avait la teneur moyenne en sucre la plus élevée (14,75 ° brix devant 'Shiranui', 'Setoka', 'Tamami' et 'Harumi' et venait en second range derrière  'Shiranui' pour le niveau d'acidité. Le classement des dégustateur était : 1 'Setoka', 2 'Tamami', 3 'Harumi', 4 'Setomi' et en dernier 'Shiranui'.
Un séquençage a été réalisé en 2022.

### Culture
À noter des particularités de culture : l'éclaircissage manuel des fruits, la pose d'un film réfléchissant  blanc sous les arbres au début de l'automne pour augmenter la lumière depuis le bas et favoriser une coloration homogène, la mise en sac en novembre avant l'arrivée du froid pour protéger des oiseaux et du froid.

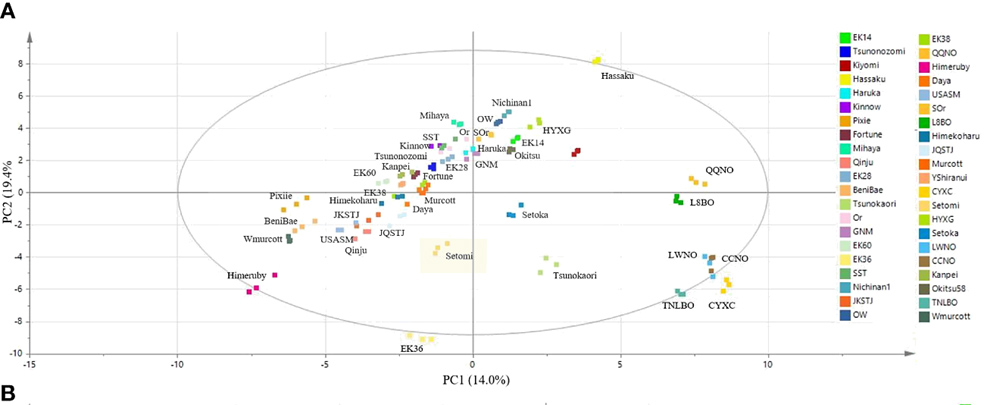
Dans l'analyse des composés de feuilles de 42 agrumes (Honghong Deng 2022) Setomi apparait avec Setoka et Tsunokaori nettement démarqué de la diagonale des autres tangors.

## Huile essentielle
Setomi est un fruit de table protégé qui n'a pas pour vocation la production marchande d'huile essentielle. Pour autant Yoshihiko Akakabe et al. (2010) ont publié une intéressante comparaison de l'HE du fruit et des HE de ses 2 géniteurs. Ils constatent que l'HE de Setomi «est constituée des composants aromatiques caractéristiques de chaque parent mais dans des proportions différentes» par exemple γ-Terpinène 77 % chez Yoshiura ponkan, 0,25 % chez Kiyomi et 60 % chez Setomi. De nombreux composants mineurs présents chez les parents sont absents chez Setomi ( Citronellal, β-Caryophyllène, Neral, Valencene, Geranial, Citronellol). L'analyse en composantes principales du parfum de ces HE a permis de les situer l'une par rapport à l'autre: les oxydes de sesquiterpènes, l'α et β-sinensal aux arômes vert et herbacés sont plus présents chez Setomi dont le parfum est fruités, floral sur une base herbacée.